# إليزبيث أدكنز ريغان
إليزابيث أدكنز-ريجان (بالإنجليزية: Elizabeth Adkins-Regan) (اسم الولادة: كوشر من مواليد يوليو 1945) هي أخصائية أمريكية متخصصة في علم الغدد الصم العصبية السلوكية المقارنة اشتهرت بأبحاثها حول الآليات الهرمونية والعصبية للسلوك الإنجابي والتمايز الجنسي في الطيور. تعمل حاليًا أستاذًا فخريًا في قسم علم النفس وقسم علم الأعصاب والسلوك بجامعة كورنيل.

## التعليم والوظيفة
حصلت آدكنز-ريجان على درجة البكالوريوس في علم النفس من جامعة ماريلاند، كوليدج بارك عام 1967. حصلت على درجة الدكتوراه في علم النفس الفسيولوجي من جامعة بنسلفانيا عام 1971. كانت واحدة من أوائل طلاب الدراسات العليا في نورمان أدلر. ركز بحث أطروحتها على التحكم الهرموني في سلوك التزاوج في السمان الياباني.
بعد حصولها على درجة الدراسات العليا عملت أستاذًا مساعدًا في جامعة بوكتل من 1972 إلى 1974 ثم في جامعة ولاية نيويورك كوليدج في كورتلاند من 1974 إلى 1975. انضمت إلى هيئة التدريس في جامعة كورنيل كأستاذ مساعد في قسم علم النفس وقسم علم الأعصاب والسلوك في عام 1975. أصبحت أستاذ مشارك في جامعة كورنيل عام 1981 في عام 1986، حصلت على جائزة برنامج فولبرايت للعمل كعالمة زائرة في المعهد الوطني الفرنسي للبحوث الزراعية، حيث درست التمايز الجنسي للسلوك في الخنازير. أصبحت أستاذة متفرغة في قسم علم النفس وقسم علم الأعصاب والسلوك بجامعة كورنيل في عام 1988.
في عام 2005 نشرت كتاب الهرمونات والسلوك الاجتماعي للحيوان وهو توليفة رئيسية لدراسة السلوك الاجتماعي للحيوان وهرمونات الستيرويدي والببتيد. عملت كرئيسة تحرير لمجلة الهرمونات والسلوك من 2008 إلى 2011، وكانت رئيسة جمعية علم الغدد الصماء السلوكية من 2015 إلى 2017.

## البحث
في بحثها المبكر باستخدام السمان الياباني أجرت أدكنز-ريجان عددًا من التجارب الأساسية حول آليات التمايز الجنسي للسلوك في الطيور التي لديها نظام تحديد جنس ZW. أظهر عملها أنه على عكس ما لوحظ في التمايز الجنسي بين الثدييات يمكن تنشيط السلوك التناسلي الأنثوي النموذجي في كل من السمان الياباني للذكور والإناث عن طريق علاج الإستروجين. كما أثبتت أن علاج ذكر السمان الياباني باستخدام هرمون الاستروجين يزيل السلوك الذكوري مما يؤدي إلى فشل الذكور البالغين في إظهار سلوك التودد النموذجي للذكور حتى عندما يتم علاجهم لاحقًا بالتستوستيرون. اقترحت هذه النتائج التجريبية نموذجًا للتمايز الجنسي للطيور يكون فيه هرمون الإستراديول السيترودي الذي يفرزه الشق متغاير الأمشاج (في هذه الحالة: الإناث) مسؤولاً عن عملية التمايز. وبالتالي فإن غياب السلوك الجنسي من النوع الذكوري في الإناث البالغات سينتج عن تعرضهن المبكر لهرمون الإستروجين الداخلي، وهي عملية يمكن استنساخها تجريبيًا في الذكور عن طريق حقن استراديول خارجي.
في الثمانينيات توسع برنامجها البحثي ليشمل البحث في كل من عصافير السمان والحمار الوحشي اليابانية. في عصافير الزيبرا أحادية الزواج اجتماعياً أجرت سلسلة من التجارب المتوازية التي توضح تأثيرات هرمونات الستيرويد على تطور السلوكيات المتمايزة جنسياً في هذه الطيور المغردة.
ركزت أبحاث أدكنز-ريجان اللاحقة على الآليات الهرمونية والعصبية لمجموعة أوسع من السلوكيات الإنجابية والاجتماعية في الطيور، بما في ذلك الخطوبة واختيار الشريك وتشكيل الزوج وسلوك التزاوج وسلوك الوالدين والعدوانية. نشرت أيضًا بحثًا في عام 2016 يوضح أن كينج السمان هو نوع وثيق الصلة بالسمان الياباني، وهو يشكل روابط زوجية أحادية الزواج.

## الهرمونات والسلوك الاجتماعي للحيوان
في 7 أغسطس 2005 نشرت الهرمونات والسلوك الاجتماعي للحيوان.

## الحياة الشخصية
تزوجت أدكنز-ريجان من عالم النفس الاجتماعي بجامعة كورنيل Dennis T. Regan منذ عام 1980.

## الجوائز وشهادات التقدير
- جائزة دانيال إس. ليرمان للإنجاز مدى الحياة في علم الغدد الصماء السلوكية، جمعية علم الغدد الصماء السلوكية عام 2019[15]
- جائزة Exemplar، مركز الدراسة التكاملية لسلوك الحيوان، جامعة إنديانا، 2017[16]
- جائزة هوارد برن، جمعية علم الأحياء التكاملي والمقارن عام 2016[17]
- زميل الجمعية الأمريكية لتقدم العلوم، انتخبت عام 1984
- زميل جمعية علم النفس، انتخبت عام 1998
- زميل جمعية سلوك الحيوان، انتخبت عام 1991
- جائزة فولبرايت الأمريكية للأبحاث، 1986-1987
- زميل الدراسات العليا في المؤسسة الوطنية للعلوم، 1967-1971